# 메겐호른성
메겐호른성(독일어: Schloss Meggenhorn)은 스위스 루체른 근처 메겐에 있는 성이다. 이 성은 뮐루즈의 에뒤아르 호퍼 그로장에 의해 1868/70년에 지어졌으며, 1926년에는 벨테 필하모닉 오르간이 장착되었다. 포도밭으로 둘러싸여 있으며, 지자체의 상징으로 간주된다. 오늘날에는 주로 관광명소와 리셉션 장소로 이용되고 있다. 국가적으로 중요한 스위스 문화유산으로 지정되어 있다.
메겐호른은 성에서 도보로 약 400m 떨어진 루체른 호수의 부두로 연결된다. 주말과 다른 날에는 루체른호 해운이 루체른역에 인접한 루체른 부두역과 메겐호른 사이에서 여러 번 왕복 운항한다.